# Філофей I
Патріарх Філотей I (грец. Πατριάρχης Φιλόθεος Α΄, можливо Теофіл, Θεόφιλος (?)) — Патріарх Олександрійський (близько 1435 або 1437 — бл. 1459).
У його патріаршество відбувся Флорентійський собор (1438—1439). Делегував свої повноваження для участі в соборних засіданнях митрополиту Іраклійському Антонію а також Григорію ІІІ. Ухвалена там унія так і не врятувала Константинополь від турків, але неабияк збентежила православний світ.
Згодом Олександрійський, Єрусалимський і Антіохійський патріархи різко відмежувалися від Флорентійської унії і прийняли в 1443 році окружне послання з засудженням уніатської політики Константинополя.